# Усеїн Шаміль Тохтаргази
Усеї́н Шамі́ль Тохтаргази́ (крим. Üsein Şamil Toqtarğazı; *10 квітня 1881, Коккоз, Таврійська губернія, Російська імперія, тепер Бахчисарайський район, АРК, Україна — 17 вересня 1913, Харджибіє, Феодосійський повіт, Російська імперія) — кримськотатарський поет і драматург, вчитель і просвітитель.

## З життєпису
Народився в 1881 році в селі Коккоз (тепер Соколине).
Закінчив учительську семінарію в Акмесджмиті (Сімферополь) і почав працювати вчителем. Спершу в селі Аутка під Ялтою, потім — у селі Сараймен під Керчю (1902-3) і, нарешті, починаючи від 1904 року в селі Харджибіє під Кафою (Феодосія), де сам заснував школу. 
Творчість поета і драматурга в багатьох представників місцевої шляхти викликала незадоволення. Відтак, 17 вересня 1913 року він загинув від ножових ран у селі Харджибіє.

## Творчість і публікації доробку
У своїх творах Тохтаргази боровся з невіглаством і релігійним фанатизмом. Був справжнім просвітителем, закликаючи широкі верстви населення здобувати освіту. 
На початку 1900-х вірші Тохтаргази друкувались у газетах Терджиман і часописах Шура і Янъы асыр.     
Є автором п'єс Моллалар проекти (1909), Рахимсиз бабалар… (1906), оповідання Ягъмур дуасы (1906), роману Саадет адасы (1911).
У 1910 році в Карасубазарі (Білогорськ) був виданий поетичний збірник Тохтаргази Налейи Къырым («Стогони Криму»).
Окремі твори поета включались до кримськотатарських антологій і підручників, як у радянський час, так і вже за незалежності України; вивчаються нині (2010-ті) в національних (кримськотатарських) школах і шкільних класах з предмету «кримськотатарська і зарубіжна література».